# Lizzy Parra
Lisbet Margarita Plata Parra (Santo Domingo, 22 de julio de 1995), conocida musicalmente como Lizzy Parra, ⁣ es una cantante cristiana dominicana de trap latino nacida en Santo Domingo. Sus letras suelen centrarse en mensajes positivos para la sociedad. Ha colaborado con artistas como Redimi2, Funky, Manny Montes, Alex Zurdo, Gabriel Rodríguez EMC, Wande, entre otros. Recibió gran popularidad por su participación en la canción «Por un like» con Redimi2 y Ángel Brown, ⁣ que obtuvo 14 millones de visitas en YouTube. Fue nominada y ganadora en numerosas ocasiones en los Premios El Galardón.

## Carrera musical
Lizzy es considerada como "una de las artistas con más proyección en el escenario musical cristiano dominicano". Estudió en el Instituto Bíblico de las Asambleas de Dios y fue líder de jóvenes en su congregación desde temprana edad, lo que le dio el nombre de "La Pastora", como también se la conoce en el campo musical. Inició su carrera en 2010, como parte del grupo urbano "La Asamblea". Tres años más tarde debutó en solitario con su primer disco de estudio titulado “Esperar en ti”.
El 11 de marzo de 2014, junto a otros nuevos artistas urbanos, fundó el "Team Sobre La Roca", que contó con la participación de varios ministerios de música urbana en proceso de crecimiento para evangelizar y discipular en los diferentes barrios de Santo Domingo, además de promover la unidad, santidad y visión de Dios para tales ministerios. Fue parte del evento "Urban Starz", compartiendo escenario con Redimi2, Melvin Ayala, Radikal People, Rubinsky RBK, Blessed1, entre otros.
En 2016 lanzó Te Reto, su segundo álbum de estudio, ⁣ siendo nominado a "Mejor producción urbana" y "Artista Urbana del Año" en los Premios El Galardón 2017, siendo ganadora durante dos años consecutivos desde 2018.
En 2018, tuvo una participación en Trapstornadores de Redimi2. Luego, lanzó su versión de «La Praxis», titulada "La Patora Edition", y colaboró con otros artistas como Funky, Alex Zurdo, Manny Montes, Madiel Lara, Musiko, Indiomar, entre otros, en varios remixes musicales.
En 2020, lanzó Hope, álbum que incluía a Manny Montes, Funky y Musiko. A finales de ese año, formó parte del primer proyecto en español de Reach Records, Sin Vergüenza, colaborando con Wande en la canción «Ella». Participó como actriz en la obra de teatro "Red de Sangre", siendo esta, la ganadora en la categoría "Mejor obra teatral" en los premios El Galardón 2020.
Luego, lanzó Carácter, ⁣ promocionado con el sencillo «Quiébrame» y «Paz Perfecta», tema que ingresó en la lista Chart Pop de Monitor Latino en República Dominicana. Posteriormente, presentó una remezcla de  «Quiébrame», esta vez con Alex Zurdo y Cales Louima.
En 2022, fue reconocida como Cantante Urbana Femenina en Premios El Galardón Internacional. También, recibió una nominación en Premios Tu Música Urbano 2022.
En 2024, formó parte del elenco de la película dominicana Justo a tiempo, junto a Vivian Fatule, Robert Green y Angelo Frilop, del Grupo Barak, Rubinsky RBK, Yamilka, entre otros.

## Discografía

### Álbumes de estudio
- 2013: Esperar en ti
- 2016: Te Reto[40]
- 2020: Hope
- 2021: Carácter
- 2023: Menos Es Mas

### Álbumes Colaborativos
- 2024: Niños de Iglesia

### EPs
- 2019: 95
- 2022: Ekklesia [41]
- 2022: Cielo (con Angel Brown)

## Libros
- 2022: Un Libro Para Cansados